# Franco Mussis
Franco Mussis (La Plata, 19 aprile 1992) è un calciatore argentino, centrocampista svincolato.

## Caratteristiche tecniche
Centrocampista utile sia in fase difensiva che quella offensiva, è dotato di ottima visione di gioco e grazie alla sua dinamicità è abile nel recupero della palla e negli inserimenti in aria avversaria.. Viene soprannominato 'Gordo' per via della sua struttura fisica compatta e potente.

## Carriera
Formatosi nel Gimnasia La Plata, ottiene la promozione in massima serie con il club di La Plata al termine della Primera B Nacional 2012-2013.
In massima serie gioca 35 partite, segnando due reti, ottenendo come miglior piazzamento il quinto posto nel Torneo Final della stagione 2013-2014.
Nel luglio 2014 si trasferisce in Europa per giocare con i danesi del Copenaghen, esordendo in campionato il 10 agosto seguente, nella sconfitta casalinga per 3-0 dei capitolini contro l'Hobro, subentrando al cinquantasettesimo minuto a Youssef Toutouh.
A seguito di problemi di ambientamento, il 23 agosto passa alla squadra italiana del Genoa in prestito con diritto di riscatto.
Il 6 gennaio 2015, dopo essere rientrato al Copenaghen, firma un quadriennale col San Lorenzo, squadra della massima serie argentina.
Viene in seguito nel gennaio 2019 ingaggiato dal Gimansia La Plata, squadra anch'essa di massima serie argentina.
Il 9 ottobre 2020, firma ufficialmente per il Club Atlético Tucumán, militante nella Primera División.
Nell'estate del 2022, Mussis è entrato a far parte del club della Liga I Botoșani.
Il 31 gennaio 2023, Mussis torna ufficialmente in Italia firmando per il Montevarchi, militante in Serie C.

## Statistiche

### Presenze e reti nei club
Statistiche aggiornate al 4 giugno 2015.
| Stagione           | Club               | Campionato         | Campionato | Campionato | Coppe nazionali | Coppe nazionali | Coppe nazionali | Coppe continentali | Coppe continentali | Coppe continentali | Supercoppe | Supercoppe | Supercoppe | Totale | Totale |
| Stagione           | Club               | Comp               | Pres       | Reti       | Comp            | Pres            | Reti            | Comp               | Pres               | Reti               | Comp       | Pres       | Reti       | Pres   | Reti   |
| ------------------ | ------------------ | ------------------ | ---------- | ---------- | --------------- | --------------- | --------------- | ------------------ | ------------------ | ------------------ | ---------- | ---------- | ---------- | ------ | ------ |
| 2010-2011          | Gimnasia LP        | PD                 | 0          | 0          | -               | -               | -               | -                  | -                  | -                  | -          | -          | -          | 0      | 0      |
| 2011-2012          | Gimnasia LP        | BN                 | 6          | 0          | -               | -               | -               | -                  | -                  | -                  | -          | -          | -          | 6      | 0      |
| 2012-2013          | Gimnasia LP        | BN                 | 36         | 1          | -               | -               | -               | -                  | -                  | -                  | -          | -          | -          | 36     | 3      |
| 2013-2014          | Gimnasia LP        | PD                 | 35         | 2          | -               | -               | -               | -                  | -                  | -                  | -          | -          | -          | 35     | 2      |
| Totale Gimnasia LP | Totale Gimnasia LP | Totale Gimnasia LP | 77         | 3          |                 | -               | -               |                    | -                  | -                  |            | -          | -          | 77     | 3      |
| lug.-ago. 2014     | Copenaghen         | SL                 | 1          | 0          | CD              | 0               | 0               | UCL                | 0                  | 0                  | -          | -          | -          | 1      | 0      |
| 2014-gen. 2015     | Genoa              | A                  | 1          | 0          | CI              | 1               | 0               | -                  | -                  | -                  | -          | -          | -          | 2      | 0      |
| 2015               | San Lorenzo        | PD                 | 14         | 1          | -               | -               | -               | CL                 | 5                  | 0                  | -          | -          | -          | 19     | 1      |
| Totale             | Totale             | Totale             | 93         | 4          |                 | 1               | 0               |                    | 5                  | 0                  |            | -          | -          | 99     | 4      |